# 帕胡廷齊
49°35′9″N 26°37′29″E / 49.58583°N 26.62472°E
帕胡廷齊（羅馬化：Pakhutyntsi）是位於烏克蘭西部赫梅利尼茨基州赫梅利尼茨基區納爾凱維奇市鎮的村莊。該村始建於1495年，面積2.05平方公里，海拔高度308米，2001年人口537，人口密度每平方公里262人；人口395。